# Ochropleura viettei
Ochropleura viettei là một loài bướm đêm trong họ Noctuidae.